# Johannes V. Jensen
 For alternative betydninger, se Johannes V. Jensen (flertydig). (Se også artikler, som begynder med Johannes V. Jensen)
Johannes Vilhelm Jensen (kendt som Johannes V. Jensen, født 20. januar 1873 i Farsø i Nordjylland, død 25. november 1950 på Østerbro i København) var en dansk forfatter og modtager af Nobelprisen i litteratur i 1944.

## Liv
Johannes V. Jensen var ud af Jensen-familien fra Farsø hvor hans farfar var Jens Jensen Væver, hvis historie Johannes V. Jensen benyttede i en af Himmerlandshistorierne delvis på baggrund af optegnelser fra hans onkel, møller i Aalestrup.
Johannes V. Jensen var søn af dyrlæge Hans Jensen, der var af bondeslægt fra Vesthimmerland, og Marie Kirstine Jensen, der var fra Falster.
Forældrene havde mødt hinanden i København og blev gift i Lyngby Kirke den 17. marts 1871.
Johannes V. Jensen voksede op i Farsø i Himmerland som den næstældste i en søskendeflok på 11. Hjemmet var præget af farens store interesse for naturvidenskab og stærke ateisme. Flere af børnene skrev, malede og fotograferede. Mest kendt er søsteren Thit Jensen, som også var forfatter. Søstrene Marie Louise Jensen og Anna Jensen forsøgte sig som skribenter, men fik ikke succes. Broren Hans Deuvs (døbt Hans Otto Jensen) malede og forsøgte at blive uddannet på Kunstakademiet. Som ung malede Johannes V. Jensen også.
Sammen med sine søskende modtog Johannes V. Jensen undervisning i hjemmet, og i to år gik han i den lokale skole for til sidst at blive forberedt til gymnasiet af en præst. Han dumpede til optagelsesprøven, men blev alligevel optaget. I 1893 blev han student fra Viborg Katedralskole med en middelmådig eksamen. Han flyttede til København for at studere medicin på Københavns Universitet. Ved siden af studiet arbejdede han som journalist og romanforfatter på ugebladet Revuen. Efter tre års medicinstudier stoppede han og helligede sig forfatterhvervet.
Han havde da allerede udgivet 12 romaner.
I 1894 indledte han et forhold til sin kusine Jenny Andersen . Hun var gift med forretningsmanden Christian Andersen, der gav sin tilladelse til forholdet. Jenny blev separeret fra sin mand i 1896, og samme år blev hun og Johannes V. Jensen forlovet. Dette forhold blev skyld i den livsvarige konflikt mellem ham og søsteren Thit. Han ophævede forlovelsen i 1900.
Johannes V. Jensen var en kort tid i 1900 forlovet med forfatteren Edith Nebelong (senere Edith Rode) og blev i 1904 gift med Else Marie Ulrik. De fik tre sønner,
Jens, Villum og Emmerik. Jens blev kredslæge og Emmerik professor.
Villum skrev en erindringsbog om barndomshjemmet.
Emmerik døde i en bjergbestigningsulykke i 1972.
Forholdet til søsteren Thit blev så anspændt, at Eva Bendix erindrede en formaning fra Johannes V. Jensens kone under sit ophold i 1942 i familien Jensens sommerhus i Tibirke: "Ét navn må aldrig nævnes", indskærpede fru Else. "Det er navnet Thit, Johannes V's søster. Ikke engang melodien 'Nu titte til hinanden' må I nynne. Det tåler 'Den Gamle' ikke."
Johannes V. Jensen rejste til Paris, London, Berlin, Norge, Sverige, Chicago og New York.

## Forfatterskab
Johannes V. Jensen er kendt som en uhyre produktiv forfatter af digte, artikler, noveller og romaner.
Hans mest kendte er novellesamlingerne Himmerlandshistorier, romanerne Kongens Fald og Den lange Rejse.
Han har også skrevet skuespillet Trods med baggrund i hans egen novelle Cecil fra Himmerlandshistorier. Det blev opført i USA af danske indvandrere.

### Digte
Johannes V. Jensen skrev omkring 275 digte.
Blandt de kendteste er Danmarkssangen med begyndelseslinjen Hvor smiler fager den danske Kyst og digtene uden fast metrik fra 1906 som Interferens, Ved Frokosten og Paa Memphis Station.
Interferens kom allerede i dagbladet København den 21. august 1901.
Derudover skrev han også teksten til En sømand har sin enegang.
Jensens første digte stammer fra 1893.
Han fik de første fire digte udgivet i januar 1894 i tidsskriftet Journalen.
Mange af Johannes V. Jensens digte er portrætdigte som dem om Christoffer Columbus, Leonora Christine, Bjørnstjerne Bjørnson, Knud Rasmussen, Charles Darwin, H.C. Andersen og Steen Steensen Blicher.
Igennem tiderne har i alt 15 sange med tekst af Johannes V. Jensen været optaget i Højskolesangbogen.
Stæren og digtet om Bjørnstjerne Bjørnson ("Nu har i Alnaturens Arme") blev som de første sange optaget. Det var i 11. udgave fra 1926. I udgaven fra 2006 har han otte sange med, blandt andre Danmarkssangen og En Sømand har sin Enegang.

### Kortprosa
Blandt Johannes V. Jensens kortere prosa finder man Himmerlandshistorierne og tekster, han udgav under betegnelsen myter.
Derudover skrev han tekster af novellistisk karakter, der udkom i Intermezzo fra 1899 med teksterne Dolores, Forsvundne Skove og Louison, den lange Skovene fra 1904 og Eksotiske Noveller.

### Romaner
Johannes V. Jensen traf i slutningen af 1894 forlæggeren V. V. Kaufmann, der netop gennem giftermål havde overtaget ugebladet Revuen. Kort efter begyndte Johannes V. Jensen at skrive populære spændingsromaner, der udkom i bladet som føljetoner under pseudonymet Ivar Lykke. Han fik 45 kr. for en roman. På den måde tjente han til sine studier.
Blandt titlerne er Skatten paa Korsøgaard (1895), Blodfesterne i Arizona (1896) og Jim Blacksools Revolver (1896). Romanerne stemte overens med genrekravene, der kaldte på mord, mystiske hændelser og cliffhangere, der kunne holde publikum fanget uge efter uge. Johannes V. Jensen er tydeligt inspireret af sin forgænger ved bladet Ludvig Møller (Louis de Moulin, som var det navn, han skrev under).
Den eneste af romanerne, der siden er udgivet i bogform, er Milliontyvenes Høvding, der blev genudgivet næsten hundrede år senere i 1990.
Johannes V. Jensens første egentlige romaner var Danskere (1896) og Einar Elkær (1898), som Johannes V. Jensen senere gerne ville have strøget fra forfatterskabet. [kilde mangler] De var stærkt præget af 1890'ernes symbolistiske litterære strømning efter forbilledet Johannes Jørgensen, som Johannes V. Jensen hurtigt vendte sig imod.
De tre små historiske romaner Foraarets Død (marts 1900), Den store Sommer (november 1900) og Vinteren (oktober 1901) blev med udgivelsen af den sidste samlet til en stor roman med titlen Kongens Fald.
Efter Kongens Fald kom de to Amerika-romaner: Madame d'Ora (1904) og Hjulet (1905), der var nyskabende og chokerende i samtiden, fordi de er præget af en rå sproglig tone og inspiration fra kriminalromanen. Derefter kom en række romaner, der til sidst blev den store romancyklus Den lange Rejse: Bræen (1908), Skibet (1912), Norne-Gæst (1919), Det tabte Land (1919), Christofer Columbus (1921) og Cimbrernes Tog (1922).
Mere end ti år senere kom de to romaner Dr. Renaults Fristelser (1935) og Gudrun (1936).
Gudrun blev til en film med samme titel i 1963.

### Oversættelser
Johannes V. Jensen oversatte også flittigt. I Digte (1906) stod hans oversættelse af tre digte af Walt Whitman.
Sammen med Aslaug Mikkelsen oversatte han 1912–13 Rudyard Kiplings Fribytterbreve, De rædselsfulde Nætters By og andre Skizzer (1912) og Liv og Drøm (1913).
Hans måske mest kendte oversættelser er af de islandske sagaer (1930–1932) med blandt andet Sønnetabet fra Egils saga med begyndelseslinjerne "Det falder mig træls at røre tungen".
Johannes V. Jensen oversatte også William Shakespeares skuespil Hamlet.
Han havde allerede i 1924 skrevet den lille bog Hamlet. Til forklaring af Hamletsskikkelsen.
Han ville have et opgør med den traditionelle Hamlet-opfattelse, der så figuren som handlingslammet og reflektionssyg, og i stedet gøre Hamlet til helt og oprører som Askeladden og Klods-Hans.
Datiden havde dog noget svært med Jensens utraditionelle oversættelse.
Henning Kehler betegnede oversættelsen som "en Forbrydelse, der som kunstnerisk set er værre: en Smagsløshed" og Shakespeare-oversætteren Vilhelm Østerberg var forarget. Senere skrev Paul V. Rubow også kritisk om oversættelsen.
Revyer parodierede stykket.
På trods af ståhejen omkring Hamlet tildelte Dansk Oversætterforbund Johannes V. Jensen deres ærespris i 1949.

### Dramatiker
Johannes V. Jensens virke som dramatiker er ikke specielt omfattende og har ikke været så skattet som hans arbejde i andre genrer.
Han fik debut som skuespilforfatter i Chicago, hvor der fandtes en koloni af danske indvandrere.
Under tilskyndelse af A.Wm. Hansen bearbejdede han de to Himmerlandshistorier Cecil og Thomas fra Spanggaarden til et manuskript på 79 sider og fik titlen Trods.
Johannes V. Jensen beskrev senere skuespillet som en dilettantkomedie, omend den var noget dyster.
Stykket blev opført på dansk den 1. februar 1903 i Scandia Hall for et dansk-amerikansk publikum og omtalt i tidsskriftet Den Danske Pioneer.
Det blev udgivet første gang i 2003. Det var under redaktion af Sven Hakon Rossel.
Under sit ophold i USA skrev Johannes V. Jensen på, hvad der skulle blive til skuespillet Sangerinden.
Den første gestalt, historien fik, var dog i en omarbejdning til romanen Madame D'Ora.[kilde mangler]
I 1914 blev skuespillet opført i Berlin, efter at han i februar 1912 havde rejst til Berlin og der fået stykket solgt til Max Reinhardts teater.
Stykket blev udgivet i Danmark den 12. oktober 1921.
I 1917 var det udgivet på tysk under titlen Madame D'Ora. Drama in fünf Akten.
I 1936 forsøgte Johannes V. Jensen sig med et eventyrspil. Stykket med titlen Darduse fik premiere den 2. januar 1937
og var instrueret af Svend Methling.
Man havde bedt en længere række internationale komponister om at skrive musik til stykket.
Honegger, Poulenc og Prokofjev takkede nej, og det endte med den danske Knudåge Riisager.
Mens Riisagers musik blev prist af datidens anmeldere, blev teksten ikke videre vel modtaget.
Senere i 1937 fik hans forkætrede oversættelse af Hamlet også premiere på Det Kongelige Teater.

### Skribent og redaktør
Johannes V. Jensen bidrog ivrigt til aviser og tidsskrifter.
Han skrev et meget stort antal kronikker til danske dagblade, herunder cirka 450 til Politiken.
Omkring år 1900 var han i redaktionen med Mylius-Erichsen og L.C. Nielsen på tidsskriftet Vagten.
Han forsøgte sig også som redaktør på sin egen avis. Den hed Pressen  og udkom kun en måned, før Johannes V. Jensen gav op.
Efter brudet med Politiken i 1922 forsøgte Jensen sig igen som redaktør og udgiver,
da med tidsskriftet Forum: Tidsskrift for Literatur, Biologi og Samfundsspørgsmaal.
Tidsskriftet overlevede kun et halvt år.
Det indeholdt essays, fortællinger, tegninger, fotografier og digte. For de fleste tekster gjaldt, at Johannes V. Jensen stod som forfatter. Der var dog også bidrag fra Aage Berntsen og Ludvig Holstein.
Året efter udkom artiklerne i bogform.

## Billedhugger og kunstmaler
Johannes V. Jensen skabte flere portrætbuster af familie, venner og bekendte.
Portrætbuster af Fritz Syberg (1929), Johannes Larsen (ca. 1932), Niels Bohr (1943), Frederik Hegel (1945) og Thorvald Mikkelsen (1946) er registrerede.
Foruden buster skabte han statuetter af familien og dyr.
Blandt skulpturerne er Lille svanger negerpige (før 1914), Kineserkvinde (1914–1915), Maske af mongolsk kvinde (1920'erne), Næsehorn (1939), Gorilla (1944), Anders Hvass (1946) og Else Johannes V. Jensen.
Ved sommerhuset i Tibirke Bakker skabte Johannes V. Jensen i 1920 en stor mammutskulptur i mørtel og mursten.
Han tømrede også et norsk stabbur.
Johannes V. Jensen anså sit billedhuggerarbejde som privat.
En enkelt buste ejes af Ny Carlsberg Glyptotek: barneportrættet Burmand, som museet erhvervede i 1993,
og mange buster er udstillet på Johannes V. Jensen Museet.
Nogle få malerier fra Johannes V. Jensens hånd er også bevaret.
Et lille maleri af barndomshjemmet gav Johannes V. Jensen i konfirmationsgave til Thit Jensen i 1890.
Fra samme periode malede han Farsø set fra syd.
Fra 1946 stammer Interiør med dragkiste fra sommerhuset i Tibirke Bakker.
To udaterede malerier er Ellemosen og Øl og snaps.
Det sidstnævnte billede er en opstilling med ølflaske, snapseflaske, snapseglas og ølglas i forgrunden der giver mindelser om Fritz Sybergs frokostmaleri fra 1906 med tilknytningen til Johannes V. Jensens digt Ved Frokosten.

## Priser og eftermæle
Johannes V. Jensen modtog en mængde priser og legater.
- Carl Møllers Legat 1902
- Statens treårige arbejdslegat 1908
- Livsvarig kunstnerydelse 1909
- Det anckerske Legat 1912
- Holger Drachmann-legatet 1918
- Otto Benzons Forfatterlegat 1923
- Æresdoktor ved Lunds Universitet, 1929
- Dansk Oversætterforbunds Ærespris 1949

I 1944 blev han tildelt Nobelprisen i litteratur "for sin poetiske fantasis sjældne styrke og frugtbarhed, kombineret med en intellektuel nysgerrighed med en stor rækkevidde og en modig, friskt kreativ stil".
Jensen havde været indstillet adskillige gange.
I januar 1925 havde Frederik Poulsen sendt en indstilling til Svenska Akademiens Nobelkomite, hvor det hed "Den nu 52 Aar gamle Digter er ubestrideligt Danmarks største Digterbegavelse og en af de originaleste og frodigste Digtere i Nutidens Europa".
Hans roman Kongens Fald blev ved læserafstemninger i 1999 i dagbladene Politiken og Berlingske Tidende kåret til 'århundredets roman'. Den er senere optaget i Kulturkanonen.
I 1991 blev Johannes V. Jensen Museet indviet i hans fødehjem i Søndergade 48 i Farsø.
Barndomshjemmet eksisterer ikke mere, men i bygningen Søndergade 19 er indmuret en mindesten.
Der ligger en anden mindesten udført af Mogens Bøgild 1956–1960 ved vejen syd for Farsø Stenen. Den viser et vers fra "Danmarkssangen".
Johannes V. Jensen var hovedtemaet i et afsnit af DR's tv-serie Øgendahl og de store forfattere.
"Johannes V. Jensens Vej" forekommer flere steder: I Aalborg Kommune, Hjørring Kommune, Skanderborg Kommune, Mariager Kommune, Gribskov Kommune og i Farsø, Vesthimmerlands Kommune.
"Johannes V. Jensens Alle" forekommer på Frederiksberg.

## Johannes V. Jensen Forum
På initiativ af professor Erik M. Christensen oprettedes den 23. april 1994 Johannes V. Jensen Forum på Nordisk Institut ved Aarhus Universitet for at samle og styrke forskningen i Johannes V. Jensen.
Gruppen omkring centret udgav i 2006 Johannes V. Jensens samlede digte i to bind – i alt omkring 275 digte. I 2014 udgav Aage Jørgensen desuden: Ord og virkelighed. Forfatterskabets hidtil ikke-optrykte artikler, bind 1–5, ca. 2200 s.

## Ikonografi
Der findes skulpturer, der viser Johannes V. Jensen:
En buste af Niels Hansen Jacobsen fra 1906,
og en buste af den danske billedhugger Siegfried Wagner fra 1933.
Omkring 1945 skabte Eigil Knuth en portrætbuste.
Blandt de første portrætter af Johannes V. Jensen er Kristian Kongstad Rasmussens træsnit fra Vore Dages Digtere udgivet 1898.
En del karikaturtegninger blev det også til.
Fritz Syberg skabte flere malerier af Johannes V. Jensen.
Oliemaleriet Ved bogen. Portræt af Johannes V. Jensen er fra 1936, ejet af Johannes Larsen Museet og viser den læsende forfatter.
Tegningen Portræt af Johannes V. Jensen i sengen fra begyndelsen af 1930'erne er i Statens Museum for Kunsts besiddelse.
Et dansk frimærke med portræt af forfatteren blev udgivet i 1973 og var graveret af Czeslaw Slania efter tegning af Povl Christensen.
| - Johannes V. Jensen portrætteret - Niels Hansen Jacobsen, 1906 - Valdemar Andersens portræt fra 1906. - Henrik Lund, ikke opgivet år. Foto: Det Kongelige Bibliotek - Radering af Christian Juel Madsen, 1917 Foto: Det Kongelige Bibliotek - Maleri af Cæsar Kunwald, 1920 |

| - Ludvig Finds maleri fra 1927 - Siegfried Wagners skulptur fra 1933 Foto: Statens Museum for Kunst - Faaborg Museums indvielse. Peter Hansens maleri med Johannes V. Jensen stående i første række |

Et bomærke knytter sig til Johannes V. Jensen: en triskele.
Bomærket ses for eksempel på forsiden af Æstetik og Udvikling fra 1923.

## Filmografi
Johannes V. Jensen medvirkede i Svend Methlings 7 minutter lange portrætfilm fra 1943.
Heri læser Johannes V. Jensen digtet Som Dreng skar jeg Skibe.
I 1947 medvirkede forfatteren i Jørgen Roos' 8 minutter lange portrætfilm med en oplæsning af essayet Grundtanken i mit forfatterskab.
Derudover findes de korte dokumentariske optagelser Johannes Larsen og Johannes V. Jensen i Zoo fra 1945 og Johannes V. Jensen modellerer Agnes fra 1948.

### Føljetonromaner
I årene 1895 til 1898 skrev Johannes V. Jensen en række populære romaner til ugebladet Revuen under pseudonymet Ivar Lykke.
- Skatten paa Korsøgaard (1895)
- Dødssejleren (1895/96)
- Blodfesterne i Arizona (1896)
- Jim Blacksools Revolver. Roman fra det fjerne Vesten (1896)
- Falskmønterbandens blodige Bog. Kriminal-Roman (1896)
- Nihilistens Ed (1896)
- Taterkongens ni Sønner og deres Blodhævn (1896/97)
- Milliontyvenes Høvding eller Den røde Tiger (1897)
- Hakon Blodøxes Bedrifter (1897/98)
- Ridder Tages Dødsridt eller De blodige Sporer (1898)

### Johannes V. Jensen-Centrets skriftserie
1. Aage Jørgensen (1998), Litteratur om Johannes V. Jensen, Johannes V. Jensen-Centrets skriftserie, Syddansk Universitetsforlag, ISBN 87-7838-371-4, OL 19275917M, Wikidata  Q56035570
2. Aage Jørgensen; Anders Thyrring Andersen, red. (2000), Et spring ind i et billede, Johannes V. Jensen-Centrets skriftserie, Syddansk Universitetsforlag, ISBN 87-7838-525-3, Wikidata  Q56008555
3. Stefan Iversen, red. (2004), Kraftlinjer, Johannes V. Jensen-Centrets skriftserie, Syddansk Universitetsforlag, ISBN 87-7838-965-8, OL 21169144M, Wikidata  Q95613730
4. Aage Jørgensen (2005), Litteratur om Johannes V. Jensen : en bibliografi. Supplement og videreførelse, Johannes V. Jensen-Centrets skriftserie, ISBN 87-7507-287-4, OL 43236936M, Wikidata  Q96870351
5. Anders Thyrring Andersen; Per Dahl; Aage Jørgensen, red. (2011), På tværs af grænser, Johannes V. Jensen-Centrets skriftserie, Amsterdam: Amsterdam Universitet, ISBN 90-809186-7-9, OCLC 768818687, OL 54023113M, Wikidata  Q96870411
6. Aage Jørgensen (2013), Tilblivelsens digter, Johannes V. Jensen-Centrets skriftserie, ISBN 978-87-92824-86-8, OL 54558446M, Wikidata  Q76376180
7. Johannes V. Jensen (2014),  Aage Jørgensen (red.), Ord og virkelighed, Johannes V. Jensen-Centrets skriftserie, Aage Jørgensen, Wikidata  Q28088128
8. Aage Jørgensen (2017), Den Store Jensen og andre præciseringer, Johannes V. Jensen-Centrets skriftserie, ISBN 978-87-93382-93-0, Wikidata  Q50751602
9. Stefan Iversen (30. marts 2018), Den uhyggelige fortælling, Johannes V. Jensen-Centrets skriftserie, Aarhus Universitetsforlag, ISBN 978-87-7184-142-8, Wikidata  Q96869968
10. Johannes V. Jensen (2019), Intermezzo og Skovene, Johannes V. Jensen-Centrets skriftserie, ISBN 978-87-93610-73-6, Wikidata  Q96869931